# キャリア・アンカー
キャリア・アンカー（英語: career anchor）とは、アメリカ合衆国の組織心理学者エドガー・シャインによって提唱された概念。
ある人物が自らのキャリアを選択する際に、最も大切な（どうしても犠牲にしたくない）価値観や欲求のこと、また、周囲が変化しても自己の内面で不動なもののことをいう。

## 分類
シャインは主なキャリア・アンカーを「管理能力」「技術的・機能的能力」「安全性」「創造性」「自律と独立」「奉仕・社会献身」「純粋な挑戦」「ワーク・ライフバランス」の8つに分類した。
- 管理能力 - 組織の中で責任ある役割を担うこと（を望むこと）。
- 技術的・機能的能力 - 自分の専門性や技術が高まること（を望むこと）。
- 安全性 - 安定的に1つの組織に属すること（を望むこと）。
- 創造性 - クリエイティブに新しいことを生み出すこと（を望むこと）。
- 自律と独立 - 自分で独立すること（を望むこと）。
- 奉仕・社会献身 - 社会を良くしたり他人に奉仕したりすること（を望むこと）。
- 純粋な挑戦 - 解決困難な問題に挑戦すること（を望むこと）。
- ワーク・ライフバランス - 個人的な欲求と、家族と、仕事とのバランス調整をすること（を望むこと）。